# Азиатская депрессия
Азиатская депрессия — область низкого давления над Азией на многолетних средних картах летних месяцев с центром над Афганистаном, один из сезонных климатологических центров действия атмосферы. Давление в центре Азиатской депрессии в июле — около 995 мбар (0,0995 Мн/м2). Южную часть Азиатской депрессии можно рассматривать как экваториальную депрессию, сместившуюся в тропические широты нагретого материка Азии; в более северной части она является результатом преобладающего наличия над материком полярно-фронтовых циклонов.